# Westfalia Weitmar
Westfalia Weitmar (offiziell: Sportverein Westfalia Weitmar 09 e. V.) war ein Sportverein aus dem Bochumer Stadtteil Weitmar. Die erste Fußballmannschaft nahm einmal am DFB-Pokal teil.

## Geschichte
Der Verein wurde im September 1909 gegründet. Die Gründung erfolgte durch einige Mitglieder des Theatervereins Kaiser Wilhelm, die zuvor im 5 Jahre früher gegründeten Sport und Spiel Stiepel 04 spielten.

### 1909–1914
Nach der Gründung galt es zunächst einmal, einen Platz zu finden, auf dem Fußball gespielt werden konnte. Zeiten, in denen ein Verein einen festen Platz zugewiesen bekam, lagen damals noch weit in der Zukunft. Und so fanden die ersten sportlichen Aktivitäten auf der Wiese von Wilhelm Plänker statt. Doch Plänkers Wiese erwies sich schon bald als zu klein und man wechselte nach einem kurzen Intermezzo auf dem Gelände der Ziegelei Karl-Friedrich Mitte 1910 zum Kirmesplatz an der Blankensteiner Straße. Zunächst spielten die Aktiven vornehmlich auf Sport- und Spielfesten u. a. auch bei Borussia Dortmund. Eine Aufnahme in den Verband erfolgte schließlich 1913 mit der Eingliederung in die Bochumer C-Liga. Zum Jahresende des Jahres 1913 stand ein erneuter Platzwechsel an, diesmal zog man auf das Ziegeleigelände an der Wasserstraße um. Noch im Jahr 1914 fusionierte der Verein mit dem Turn-Club Weitmar.

### 1920–1932
Da während des Ersten Weltkrieges der Spielbetrieb zum Erliegen kam, fanden die nächsten sportlichen Aktivitäten erst wieder ab dem Jahre 1920 statt. Zuvor fusionierte man erneut, diesmal mit Concordia Stiepel. Seitdem spielten drei Seniorenmannschaften und zwei Juniorenteams für den Verein. 1922 erreichte der Verein den Aufstieg in die B-Klasse, 1926 scheiterte man in der Aufstiegsrunde zur A-Klasse. Im Jahr 1929 spielte man in einer Gruppe mit dem VfL Bochum 1848.

### 1932–1949
1932 stand der nächste – vorletzte – Umzug statt. Eine neue Heimat fand der Verein am Kellermannsweg. Eine neue Staffeleinteilung brachte den Verein nun in die Kreisklasse, wo man sich über Jahre hielt. 1944 endete kriegsbedingt der Spielbetrieb, im selben Jahr fiel auch das Vereinslokal Ernst Krieter einem Bombenangriff zum Opfer. Schon bald nach dem Zweiten Weltkrieg ging der Spielbetrieb wieder los und passend zum 40-jährigen Jubiläum im Jahr 1949 erreichte der Verein den Aufstieg in die Bezirksklasse, die für viele Jahrzehnte zur sportlichen Heimat der Weitmarer wurde.

### 1949–1984
1957 stand der Verein kurz vor einer Sensation im Pokal; nach Siegen gegen namhafte Mannschaften wie SV Höntrop, SV Langendreer 04 und SC Dahlhausen (damals ganz oben in der Verbandsliga) ging das nächste Spiel gegen Werdohl mit 1:4 verloren. In den nächsten Jahren waren vor allem Freundschaftsspiele die Highlights. So spielte man gegen den FC Schalke 04 (1:29) und Westfalia Herne (4:1). Am Ende der Saison 1964/1965 scheiterte der Verein nur knapp am Aufstieg in die Landesliga, das Entscheidungsspiel gegen den VfL Gevelsberg ging in Sprockhövel vor 3.000 Zuschauern mit 1:2 verloren.
1967 stieg der SV Westfalia 09 Weitmar e. V. als Tabellenerster in die seinerzeit viertklassige Landesliga Westfalen auf. In den Folgejahren pendelte man zwischen Landesliga und Bezirksklasse hin und her. Im Jahr 1972 war es dann so weit: Der letzte Umzug zur Bezirkssportanlage Roomersheide wurde mit einem Freundschaftsspiel gegen den VfL Bochum eingeweiht. Das Spiel ging vor 6.000 Zuschauern mit 2:6 verloren. Die neue Bezirkssportanlage wurde 1976 beim Bau des Ruhrstadions ebenfalls umgebaut, ein Teil des alten Tribünendaches fand den Weg nach Weitmar, der andere Teil wurde beim SV Langendreer 04 wieder aufgebaut. Absoluter sportlicher Höhepunkt in dieser Zeit war aber der 26. August 1979, als Weitmar 09 in der ersten Runde des DFB-Pokals antrat. Vor 3.000 Zuschauern war der damalige Zweitligist SV Darmstadt 98 an der Roomersheide zu Gast, in der Regenschlacht verlor Weitmar 09 denkbar knapp mit 1:2. Am Ende der Saison 1983/1984 wäre dem Verein fast der Aufstieg in die Verbandsliga geglückt. Zum 75-jährigen Bestehen fand am 6. Juni 1984 ein Freundschaftsspiel gegen die Uwe-Seeler-Traditionself statt.

### 1985–2001
Im Jahr 1987 wurde das neue Clubheim auf der Platzanlage eingeweiht. Trotz großer Ambitionen im Jugend- und Seniorenbereich ging es ab 1994 sportlich aber steil bergab. Bis in die Niederungen der Kreisliga B wurde die 1. Mannschaft regelrecht durchgereicht. Mitte des Jahres 2000 war der Verein sportlich wie wirtschaftlich am Ende. Wegen des wirtschaftlichen Niedergangs fand eine wichtige Neuerung im Verein kaum eine Beachtung: Ab dem 1. Juli 1999 stellte der Verein zum ersten Mal auch eine Mädchenmannschaft.

### Nachfolgeverein Blau-Weiß Weitmar
Durch die Fusion mit der SG Blau-Weiß Weitmar wurde eine mögliche Insolvenz abgewendet. Nach vielen Fusionen zuvor trug der Verein nun ab sofort den neuen Namen SV Blau-Weiß Weitmar 09. In der Saison 2003/04 stieg die 1. Mannschaft wieder in die Kreisliga A auf, die 2. Mannschaft schaffte den Aufstieg in die Kreisliga B. Zur Saison 2004/05 meldete der Verein erstmals eine Frauenmannschaft zum Spielbetrieb an. 2025 stieg die erste Mannschaft in die Kreisliga B ab.

## Persönlichkeiten
- Hermann Gerland (* 1954): Spieler bis 1968; danach Profifußballer (VfL Bochum) und Bundesligatrainer
- Annike Krahn (* 1985): Spielerin 1989–1993; danach Nationalmannschaftsspielerin (Weltmeisterin 2007, Europameisterin 2009 und 2013)
- Peter Neururer (* 1955): Trainer 1985–1986; später Bundesligatrainer
- Jörg Strube (* 1971): Spieler 1977–1979; Zweitligaspieler (Rot-Weiss Essen) 1989–1991